# Goričica pod Krimom
Goričica pod Krimom je naselje v Občini Brezovica. Leži v osrednji Sloveniji, prbližno 20 kilometrov stran od Ljubljane. Vas je majhna in razpotegnjene oblike.